# غلامرضا تپه
غلامرضا تپه مربوط به دوران‌های تاریخی پس از اسلام است و در بجنورد، ۲۸ کیلومتری غرب شهر واقع شده و این اثر در تاریخ ۲۳ فروردین ۱۳۴۶ با شمارهٔ ثبت ۷۱۲ به‌عنوان یکی از آثار ملی ایران به ثبت رسیده است.